# Royal Leamington Spa
Royal Leamington Spa, comúnmente conocido como Leamington Spa o Leamington (pronunciado "lɛmɪŋtən" en inglés), es una localidad balnearia situada en el condado de Warwickshire, Inglaterra. Lo que originalmente era un pequeño pueblo llamado Leamington Priors, se convirtió en una ciudad balnearia en el siglo XVIII, tras la popularización de sus aguas, conocidas por sus anunciadas cualidades termales. En el siglo XIX, la ciudad experimentó una de las expansiones más rápidas de Inglaterra. La localidad lleva el nombre del río Leam, que fluye a través de la ciudad.
El casco urbano posee un conjunto de edificios de estilo Regencia especialmente refinado, particularmente en zonas de the Parade, Clarendon Square y Lansdowne Circus.
En el censo de 2011, tenía una población de 55.733 habitantes. Leamington es contiguo a las ciudades vecinas de Warwick y Whitnash, que juntas forman una zona urbana que en 2011 concentraba una población de 95.172 personas.

## Historia

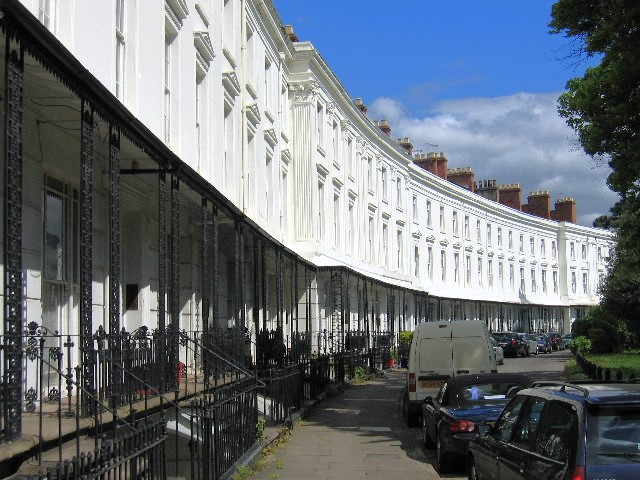
Lansdowne Crescent

Anteriormente conocido como Leamington Priors, Leamington comenzó a desarrollarse como una ciudad a principios del siglo XIX. Se mencionó por primera vez en el Libro Domesday de 1086 como Lamintone. Durante 400 años, el asentamiento estuvo bajo el control del priorato de Kenilworth, de donde se derivó el sufijo de su nombre más antiguo. Su nombre actual proviene del término anglosajón Leman-tūn o Lemen-tūn, que significa "granja junto al río Leam". Sus aguas termales ya eran conocidas desde tiempos de la colonización romana, y su redescubrimiento en 1784 por parte de William Abbotts y de Benjamin Satchwell llevaron a su aprovechamiento comercial. Se perforaron seis de los siete pozos actuales; solo el manantial original de Aylesford, adyacente a la Iglesia Parroquial, brotaba de manera natural.
El antiguo pueblo de Leamington Priors estaba en la orilla sur del río Leam, lo que condicionó su desarrollo inicial. Durante las décadas de 1820 y 1830, los constructores comenzaron a localizar la expansión de la ciudad en los terrenos situados al norte del río, origen del núcleo de edificios georgianos de New Town, con el Leam fluyendo entre los dos asentamientos. En 1840 se abrió el Puente de Victoria, que conecta la ciudad antigua y la nueva, reemplazando un viejo puente, estrecho e inadecuado para el tráfico que debía soportar. En 1767, el Parlamento aprobó una Ley, propuesta por Edward Willes, un terrateniente local, para parcelar y vallar terrenos comunales situados al sur y al oeste del río Leam. Tras un estudio de la zona realizado por John Tomlinson en 1768, se estimó que el terreno ocupaba una superficie de 990 acre (400,6 hectáreas), siendo entonces parcelado y dotado de nuevas carreteras públicas.
Después de la división al sur del río, la mayor parte del terreno al este del pueblo era propiedad de la familia Willes, y al oeste, de Matthew Wise. Al norte del río, la mayor parte de la tierra era propiedad de la familia Willes, el Conde de Warwick y Bertie Greatheed. Los principales propietarios del pueblo y de los terrenos adyacentes eran el Conde de Aylesford y varios propietarios más pequeños. En las décadas siguientes se vendió parte del terreno.
El crecimiento de Leamington fue rápido. Así, en el momento del primer censo nacional en 1801, la localidad tenía una población de tan solo 315 habitantes, pero en 1851 había aumentado a 15.724, y en 1901 había aumentado a casi 27.000 personas.

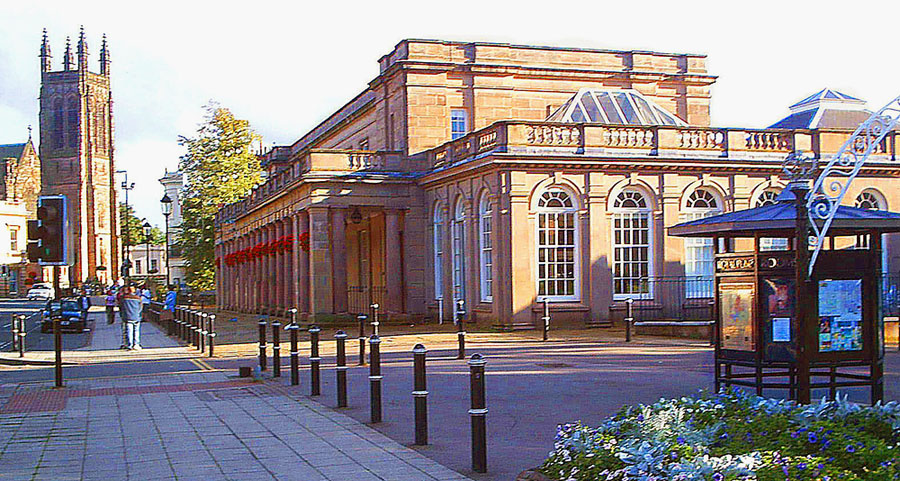
Baños y Estancias del Royal Pump

En 1814, los Baños y Estancias del Royal Pump se abrieron cerca del río Leam. Esta gran instalación atrajo a muchos visitantes, esperando mejorar su salud al bañarse en las piscinas de agua salobre del balneario. También incluyó el primer sistema en el mundo de agua caliente por tubería alimentado por gravedad en los tiempos modernos, que fue diseñado e instalado por el ingeniero William Murdoch. Leamington se convirtió en un popular destino balneario que atraía a personas ricas y famosas. Comenzó la construcción de numerosas casas georgianas para alojar visitantes, y se construyó un ayuntamiento en 1830. En 1832, se inauguró el principal hospital de la ciudad, el Warneford Hospital, que lleva el nombre del filántropo Samuel Warneford. Inicialmente una institución semiprivada, fue asumido por el Servicio Nacional de Salud después de la Segunda Guerra Mundial, antes de sucumbir a los recortes presupuestarios y cerrar en 1993.
Con la difusión de la popularidad de la ciudad y la concesión del prefijo 'Royal', concedido en 1838 por la Reina Victoria, 'Leamington Priors' pasó a llamarse 'Royal Leamington Spa'. La reina Victoria visitó la ciudad como princesa en 1830 y como reina en 1858. Una estatua de la reina Victoria fue casi destruida por una bomba alemana durante la Segunda Guerra Mundial, y la explosión la movió una pulgada de su pedestal. La estatua no fue devuelta a su posición original, y el incidente se registra en una placa en su zócalo.
El uso de las Estancias del Royal Pump cambió varias veces en los años siguientes. Mientras conservaba sus salas de reunión e instalaciones médicas, alrededor de 1863 se ampliaron para incluir un baño turco y una piscina, en 1875 se abrieron al público los Royal Pump Room Gardens, y en 1890 se agregó una piscina adicional. La actividad economía de Leamington decreció a finales del siglo XIX después de la disminución de la popularidad de las ciudades termales, y se convirtió en un lugar de residencia popular para los jubilados y para los miembros de la clase media que se mudaron de Coventry y Birmingham, y residentes con más recursos lideraron el desarrollo de Leamington como un lugar popular para ir de compras. En 1997, el consejo del distrito, propietario del edificio, cerró las instalaciones para su remodelación, y se reabrió en 1999 como centro cultural. Actualmente contiene una galería y museo de arte (el Leamington Spa Art Gallery & Museum), una biblioteca, un centro de información turística, salas de reunión renovadas y una cafetería. El agua del balneario todavía se puede probar fuera del edificio.
Leamington está estrechamente asociado con la fundación del deporte del tenis. El primer club de tenis del mundo se formó en 1872 por iniciativa del comandante Henry Gem y de Augurio Pereira, quienes habían comenzado a jugar al tenis en el jardín de Pereira. El club estaba ubicado justo detrás del antiguo hotel Manor House y las reglas modernas del tenis sobre hierba se elaboraron en 1874 en el Club de Tenis Leamington.
Durante la Segunda Guerra Mundial, Leamington fue la base de las Tropas de la Checoslovaquia Libre; un memorial en los jardines Jephson conmemora la valentía de los paracaidistas checoslovacos de Warwickshire.

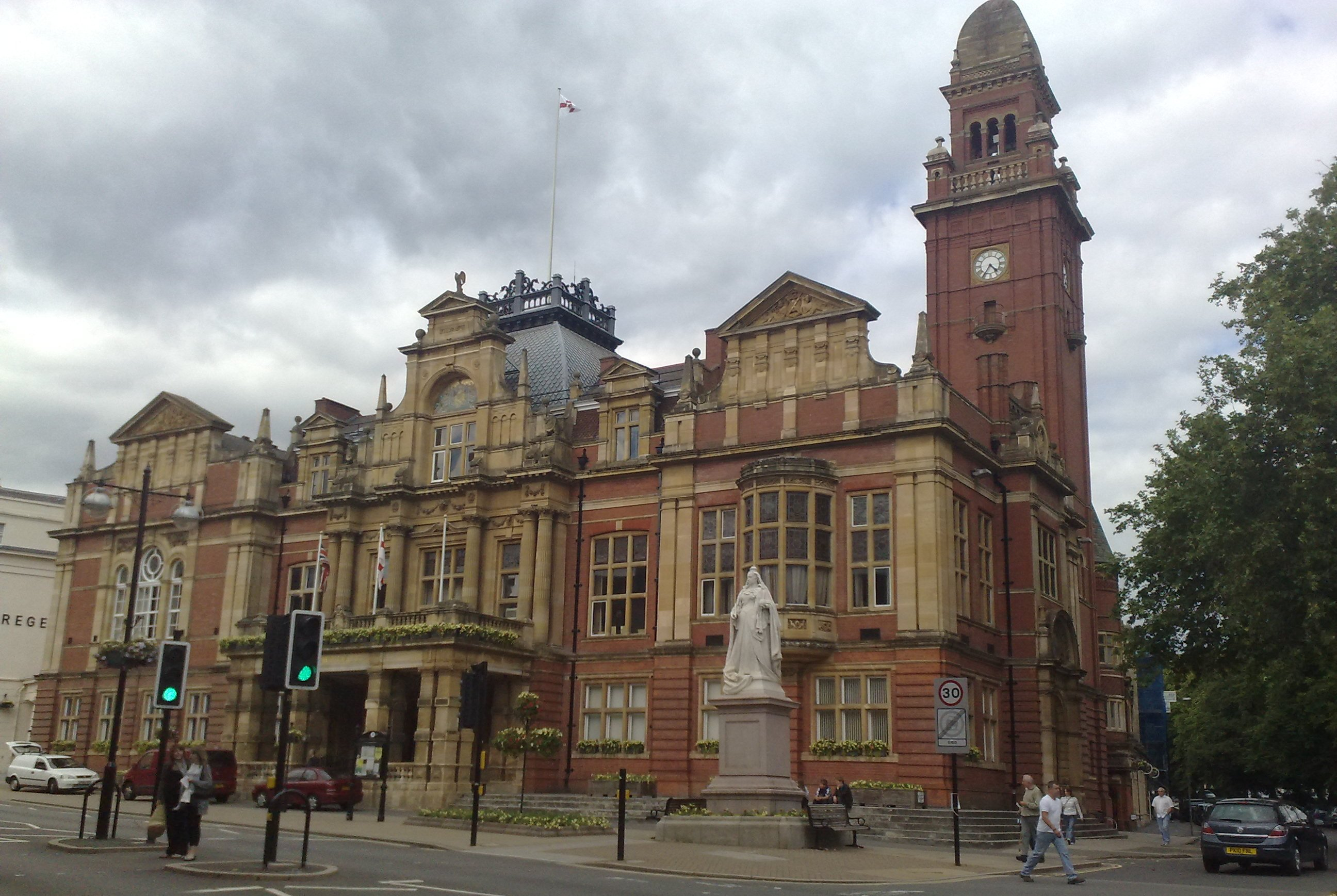
El Ayuntamiento con la estatua conmemorativa de la Victoria del Reino Unido

## Gobernanza
Leamington Spa es una ciudad y parroquia civil del Distrito de Warwick, una división administrativa del condado de Warwickshire. Desde 2002, la parroquia ha estado representada en el nivel más bajo del gobierno local por su Consejo Municipal. Entre 1875 y 1974 Leamington fue un municipio independiente. Como consecuencia de la Reforma de 1974 de la Ley de Gobierno Local, se fusionó con Warwick, Kenilworth y Whitnash, y las áreas rurales circundantes en el Distrito de Warwick, que tiene sus oficinas en Leamington.
Leamington es parte del distrito electoral de Warwick y Leamington. Desde las elecciones generales de 1997 hasta elecciones generales de 2010, el distrito electoral estuvo representado en el parlamento por James Plaskitt, miembro del Partido Laborista; hasta entonces, había sido un feudo del Partido Conservador, incluyendo al antiguo primer ministro británico Anthony Eden, antiguo parlamentario por la circunscripción. El escaño pasó a ser muy disputado en las elecciones generales de 2005, donde James Plaskitt ganó con una diferencia de tan solo 266 votos. En las elecciones generales de 2010 el escaño volvió al Partido Conservador, con Chris White ganando por 3513 votos. White siguió en el cargo hasta las elecciones generales de 2017, cuando Matt Western del Partido Laborista ganó el escaño.

## Geografía

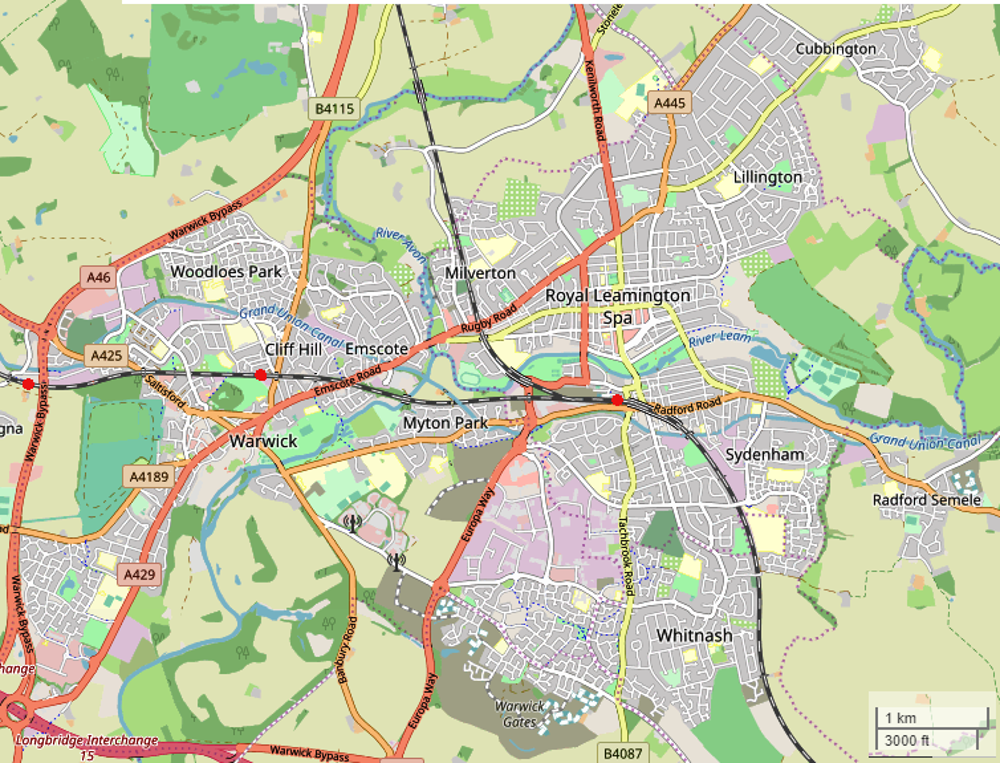
Mapa de Leamington, Warwick y Whitnash

Leamington está dividido por el río Leam que corre de este a oeste. Este río es susceptible de producir inundaciones en condiciones climáticas extremas, con crecidas especialmente fuertes en 1998 y 2007.
La ciudad tiene varios parques y jardines, incluido los Jephson Gardens, cerca de las Royal Pump Rooms y junto al río Leam, que quedaron gravemente dañados en las inundaciones de 1998, pero se han restaurado y mejorado con fondos de la Lotería Nacional. En el otro lado del río Leam, en Priory Terrace, se encuentra una rampa de acceso al río construida en siglo XIX, denominada "Elephant Walk", ubicada cerca del puente colgante en los jardines de Jephson. Fue construida específicamente para poder duchar a los elefantes del circo que tenía sus cuarteles de invierno en Leamington. Otros parques son los Mill Gardens, situados en la orilla opuesta del río a Jephson Gardens, Victoria Park, Royal Pump Room Gardens, The Dell y Newbold Comyn que incluye la reserva natural Welches Meadow y Leam Valley.
La calzada que atraviesa el centro de la ciudad se denomina the Parade (antes Lillington Lane hasta 1860). La calle comercial contiene cadenas de tiendas y un centro comercial cubierto llamado The Royal Priors.

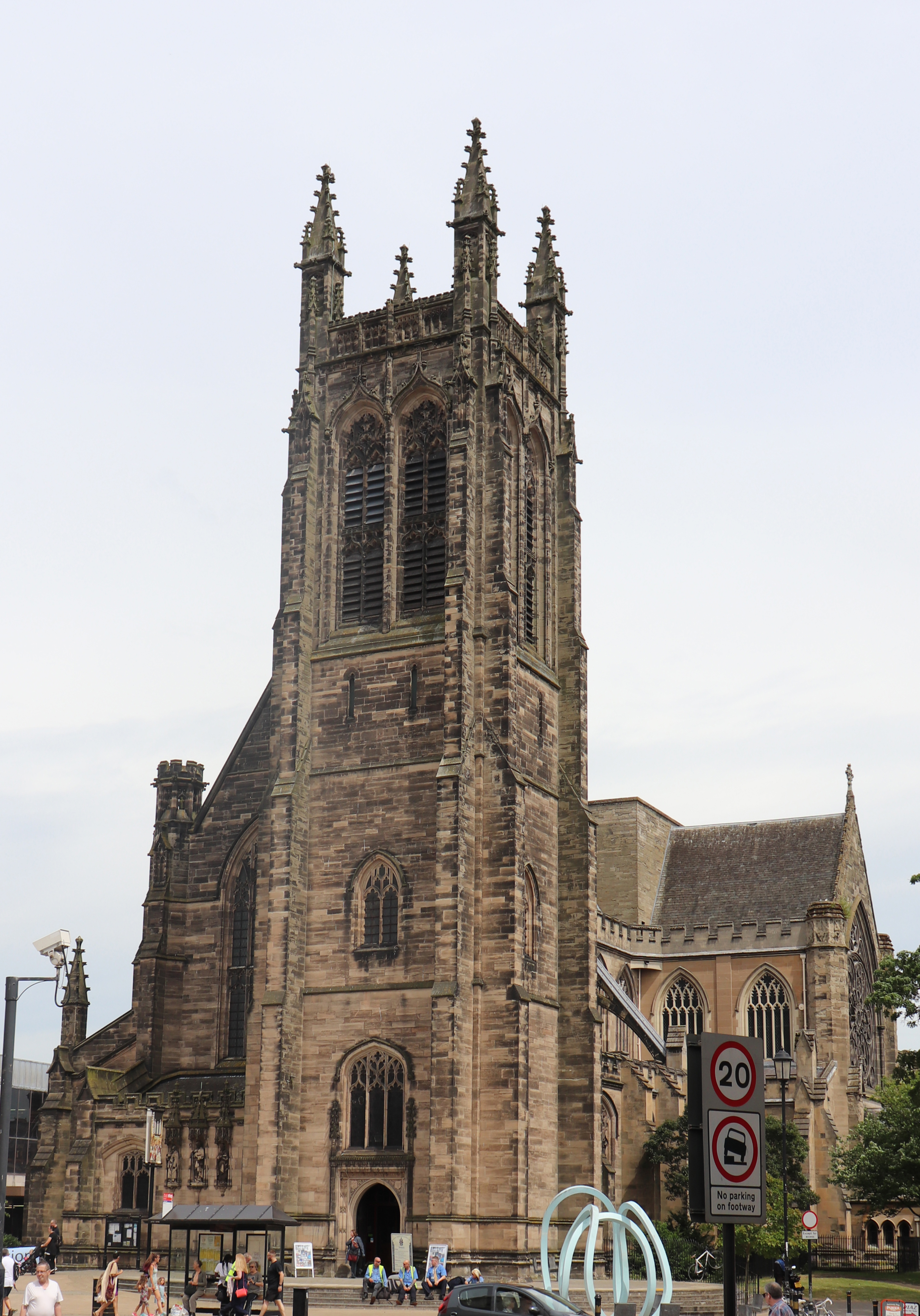
Iglesia de Todos los Santos

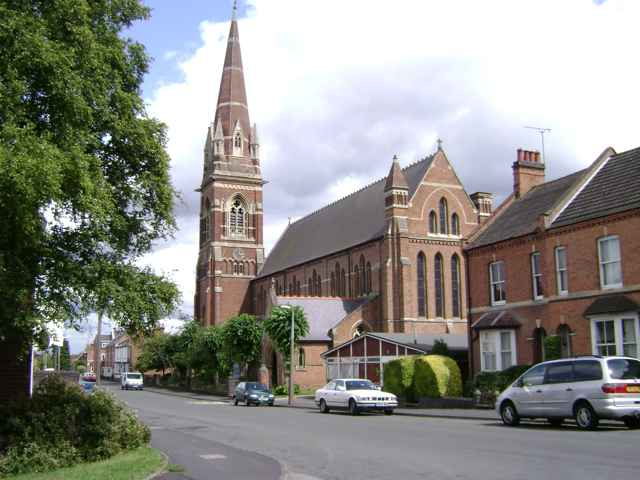
Iglesia de San Juan Bautista (anglicana)

Los edificios en la ciudad incluyen un conjunto variado de edificios de estilo georgiano y victoriano temprano, así como un monumento clasificado de Grado II, el Lansdowne Crescent en estilo neoclásico, diseñado por William Thomas entre 1835 y 1838.
Entre las iglesias anglicanas en Leamington se encuentra la Iglesia All Saints, de estilo neogótico. También se localiza una iglesia católica, dos iglesias unionistas reformadas (una en Lillington), una pequeña mezquita y un templo hindú. En 2009, la comunidad sij construyó el Gurdwara Sahib de Warwick, que también sirve a Leamington. También hay salas de reuniones de los cristadelfianos y de los testigos de Jehová en la ciudad.
En agosto de 2010, se abrió un centro judicial en Newbold Terrace, Leamington Spa. Además de una estación de policía, el complejo alberga varias instancias judiciales de distintos niveles y otras agencias, como las dedicadas a asuntos de libertad condicional y asistencia a las víctimas de delitos. Fue inaugurado oficialmente por la reina Isabel II el 4 de marzo de 2011.
Un roble justo al noreste del centro de la ciudad está marcado con una placa que indica que conmemora el Midland Oak, un árbol que creció cerca del lugar y que tradicionalmente se decía que estaba en el centro de Inglaterra.

### Barrios
La ciudad ha envuelto el pueblo más antiguo de Lillington. Otros suburbios incluyen Milverton, Campion Hills y Sydenham al sureste. La ciudad de Whitnash es contigua a la zona urbana por el sur y a menudo se considera un barrio más.

## Demografía

### Distribución étnica
Los datos corresponden a los distritos de Brunswick, Milverton, Manor, Crown, Clarendon y Willes:
| Grupo étnico                                   | 2011   | 2011    |
| Grupo étnico                                   | Número | %       |
| ---------------------------------------------- | ------ | ------- |
| Blanco: Británico                              | 38.197 | 77,18%  |
| Blanco: Irlandés                               | 1.037  | 2,10%   |
| Blanco: Gitano o Irlandés viajante             | 17     | 0,03%   |
| Blanco: Otros                                  | 3.302  | 6,67%   |
| Blanco: Total                                  | 42.553 | 85,98%  |
| Asiático o Asiático Británico: Indio           | 3.187  | 6,44%   |
| Asiático o Asiático Británico: Pakistaní       | 240    | 0,48%   |
| Asiático o Asiático Británico: Bangladeshí     | 27     | 0,05%   |
| Asiático o Asiático Británico: Chino           | 399    | 0,81%   |
| Asiático o Asiático Británico: Otros Asiáticos | 677    | 1,37%   |
| Asiático o Asiático Británico: Total           | 4.530  | 9,15%   |
| Negro o Negro Británico: Caribeño              | 234    | 0,47%   |
| Negro o Negro Británico: Africano              | 231    | 0,47%   |
| Negro o Negro Británico: Otros Negros          | 60     | 0,12%   |
| Negro o Negro Británico: Total                 | 525    | 1,06%   |
| Mestizo: Blanco y Negro Caribeño               | 403    | 0,81%   |
| Mestizo: Blanco y Negro Africano               | 122    | 0,25%   |
| Mestizo: Blanco y Asiático                     | 496    | 1,00%   |
| Mestizo: Otros Mestizos                        | 316    | 0,64%   |
| Mestizo: Total                                 | 1.337  | 2,70%   |
| Otros: Árabes                                  | 109    | 0,22%   |
| Otros: Cualquier otro grupo étnico             | 437    | 0,88%   |
| Otros: Total                                   | 546    | 1,10%   |
| NO BLANCOS: Total                              | 6.938  | 14,02%  |
| Total                                          | 49.491 | 100,00% |

## Economía

### Turismo
La popularidad de sus aguas termales en el siglo XIX condujo al crecimiento inicial de la ciudad, convirtiendo al turismo en la industria principal de Leamington en el siglo XIX.

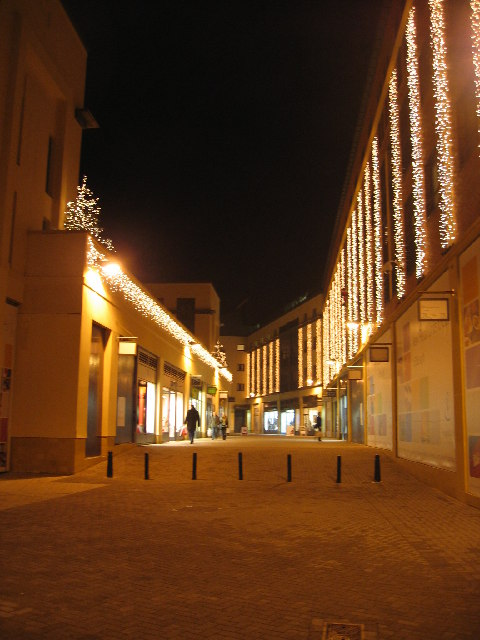
Luces navideñas en la calle Livery

### Comercio local
En el centro de la ciudad hay una gran variedad de tiendas, desde cadenas de grandes marcas hasta comercios independientes, además de un centro comercial cubierto, el The Royal Priors. El centro comercial situado fuera de la ciudad se denomina Leamington Shopping Park (anteriormente The Shires Retail Park).

### Fábricas
El turismo fue inicialmente impulsado por las aguas termales. La llegada del Grand Union Canal se inauguró oficialmente en 1799 como el principal medio de transporte de mercancías, e impulsó el crecimiento en otras industrias hasta que llegó el ferrocarril a mediados del siglo XIX. El canal suministraba carbón a la fábrica de gas de Tachbrook Road, que generaba el gas necesario para iluminar la ciudad desde 1835. Arrabio, coque y caliza se transportaban por el canal, lo que permitió establecer una serie de fundiciones en Leamington, que se especializaron en estufas de hierro fundido. Hoy en día, Eagle Foundry que data de al menos 1851 y es propiedad del grupo Aga Rangemaster, continúa fabricando estufas. La Fundición Imperial, que data de alrededor de 1925, fue posteriormente adquirida por la compañía Ford, estando dedicada a la fundición de bloques de motores hasta su cierre en 2008.
El importante fabricante de piezas de automóviles Automotive Products, con sede en el sur de la ciudad, creció desde un pequeño garaje hasta convertirse en una gran instalación. En el siglo XX, mientras el turismo experimentó una progresiva desaceleración, Automotive Products expandió y construyó una fábrica en el sur de la ciudad en 1928, que aún está operativa en 2009, aunque a una escala mucho menor que en su período de máximo auge. Karobes Limited, con sede en Queensway, fue uno de los principales proveedores británicos de accesorios para automóviles entre la Segunda Guerra Mundial y la década de 1970.
Los parques comerciales para proveedores de servicios, industria ligera y oficinas están ubicados principalmente en el sur de la ciudad: Althorpe Street Industrial Estate, Queensway Trading Estate, Shires Gate Trading Estate y Sydenham Industrial Estate.
En junio de 2014, Detroit Electric anunció que construirían su automóvil eléctrico convertible SP.01 en Leamington Spa.

### Medios digitales e industria de videojuegos
Leamington Spa y sus alrededores, conocidos como Silicon Spa, son un importante centro global de la industria de los videojuegos, con una elevada concentración de compañías de medios digitales que participan en el desarrollo de juegos, diseño y publicidad digital, con más de mil empleados dedicados directamente al desarrollo de videojuegos. Las empresas basadas en la ciudad o en sus alrededores incluyen a Third Kind Games, Caperfly, Widgit Software, DNA Interactive, Fish in a Bottle, FreeStyleGames, Full Fat, Kwalee, Pixel Toys, Playground Games, Red Chain Games, Stickman Studios, Supersonic Software y Midoki. La compañía Codemasters tienen su sede en las afueras de Leamington, siendo su empuje inicial el que propició el actual agregado de empresas digitales, proporcionando gran parte del personal de las compañías en Leamington. En 2013, el estudio de la plataforma móvil de Sega, Hardlight Studio se instaló Leamington y Exient abrió un estudio satélite.
Otras empresas anteriores eran Blitz Games Studios, Bigbig Studios y Titus Interactive.
 

### Instalaciones hospitalarias
Los hospitales locales incluyen el Royal Leamington Spa Rehabilitation Hospital y el Warwickshire Nuffield Hospital.

## Educación
Hay varias escuelas ubicadas dentro de Leamington, o que incluyen a Leamington en su área de influencia. Dentro de Leamington se encuentran las escuelas secundarias estatales de North Leamington School, Campion School, Trinity Catholic School y las escuelas independientes de Arnold Lodge School, una escuela mixta para alumnos de 3 a 18 años, y la Kingsley School, una escuela para niñas. Myton School en Warwick, aunque ubicada en las afueras de Leamington, incluye partes de Leamington como parte de su zona escolar.
Además de estas escuelas, los niños de Leamington pueden asistir a la Stratford-upon-Avon Grammar School for Girls, una escuela estatal dirigida, la Warwick School, una escuela independiente para niños, the King's High School for Girls, la escuela gemela de Warwick y el Princethorpe College, una escuela mixta independiente en el pueblo cercano de Princethorpe.
Leamington es la ubicación del primero de los seis centros del Warwickshire College y, además, otro centro está ubicado a las afueras de la ciudad. Las instituciones de educación superior más cercanas son las prestigiosas Universidad de Warwick, en el sudoeste de Coventry, y la Universidad de Coventry. La ciudad es particularmente popular entre los estudiantes de la Universidad de Warwick, donde buscan alojamiento y entretenimiento.
La localidad también es sede de dos organizaciones benéficas educativas nacionales: The Smallpeice Trust y The Arkwright Scholarships Trust, especializadas en hacer que los jóvenes tomen conciencia de cómo el estudio de las ciencias en la escuela puede llevar a exitosas carreras científicas o en los sectores de la ingeniería o de la industria.

## Cultura

### Leamington Spa Art Gallery & Museum
La Leamington Spa Art Gallery & Museum está ubicada en las Estancias del Royal Pump, en el paseo. Ofrece exposiciones de artes visuales y sobre la historia de la ciudad, con el apoyo de talleres, charlas y otros eventos.

### Centros comunitarios
Hay varios centros comunitarios locales.

### Festival de la Paz
Desde 1978, el festival gratuito anual y la celebración de la cultura alternativa llamada "Festival de la Paz" se han llevado a cabo en los Pump Room Gardens.

### Música
Se puede escuchar música en vivo interpretada por bandas locales en distintos lugares. En diciembre de 2005, la banda Nizlopi de Leamington alcanzó el número 1 en las listas británicas con The JCB Song. Los Woodbine Street Recording Studios han sido utilizados por varios grupos musicales conocidos, como la banda local The Shapes, cuyo sencillo Batman in the Launderette apareció primero en 1979, Paul Weller, Ocean Colour Scene, Felt y The Specials.
Conciertos de música clásica se organizan durante todo el año en el área de Leamington y Warwick, incluida la serie International String Quartet en las Royal Pump Rooms. The Assembly, con capacidad para 1000 personas, atrae a artistas musicales nacionales e internacionales, y fue galardonado como "Sede de música en vivo del año" en los premios de la Semana de la Música 2010. El Festival Competitivo de Leamington Spa para Danza y Teatro Musicales se realiza anualmente.
También existe una banda de música llamada Royal Spa Brass. En mayo de 2016, 92 músicos locales participaron en A great day in Leamington Spa, una reconstrucción de la fotografía de 1958 A Great Day in Harlem.

### Teatro y cine
Leamington cuenta con dos teatros: el Spa Centre y el The Loft, con producciones de verano al aire libre en Jephson Gardens. También tiene dos cines: el Spa Centre y un multiplex.

### Deporte y ocio
Hay una serie de clubes deportivos e instalaciones de ocio en Leamington Spa, incluidos el Real Tennis, el club de fútbol Leamington F.C., el campo de golf Quarry Park, un centro de ocio que incluye una piscina Newbold Comyn Leisure Center, los campos de rugby del Leamington Rugby Union Football Club, el Leamington Rugby Club - Sección juvenil y  Old Leamingtonians Rugby Football Club, el Leamington Cricket, el Leamington Hockey Club, el Leamington Cycling club, el Leamington Athletics club, el Spa Striders Running Club, el Royal Leamington Spa Canoe Club, el Leamington Chess Club, formado en 1851, y las canchas de tenis municipales.
El Royal Leamington Spa Bowling Club en Victoria Park alberga anualmente el Campeonato Nacional de Bolos.

### Cultura popular
Leamington ha aparecido en varias series de televisión, incluida la comedia de situación BBC Keeping Up Appearances de 1990, filmada en la localidad y sus alrededores. Entre los episodios notables se incluye uno con Walton Hall que contenía imágenes de la ciudad real en ellos, apareciendo el río Leam como un lugar en el que se practicaba la pesca y la navegación. Otras series incluyen el drama Dangerfield y la serie de comedia Mayo.
En septiembre de 2010 se rodaron escenas para una nueva versión de la serie "Upstairs, Downstairs" en Clarendon Square y en The Jephson Gardens. En Jonathan Strange y el señor Norrell, el duque de Devonshire es propietario de una casa aquí, y la ofrece al señor Norrell como un lugar para establecer una escuela de magia por consejo del conde de Liverpool.

## Lugares cercanos
La antigua ciudad de Warwick se encuentra directamente al oeste de Leamington, en la orilla opuesta del río Avon, y sin frontera natural al suroeste. Whitnash es una ciudad más pequeña contigua a Leamington directamente al sur. Cubbington se encuentra junto al noreste. Justo a las afueras de la ciudad se encuentran los pueblos de Old Milverton al norte y Radford Semele 2,5 millas (4 km) al este.
Stratford-upon-Avon, famoso como el lugar de nacimiento de William Shakespeare y sede de la Royal Shakespeare Company, se encuentra al suroeste de Leamington Spa, en Warwick Road (A439).

## Compás
Destinos desde Leamington Spa:
| Noroeste: Balsall Common, Birmingham    | Norte: Kenilworth, Coventry                       | Nordeste: Cubbington, Rugby, Leicester              |
| Oeste: Warwick, Redditch                |                                                   | Este: Southam (Warwickshire), Daventry, Northampton |
| Suroeste: Stratford-upon-Avon, Alcester | Sur: Whitnash, Shipston-on-Stour, Chipping Norton | Sureste: Banbury, Bicester                          |

## Clima
Leamington Spa experimenta el mismo clima oceánico que caracteriza la mayor parte del Reino Unido:
| Parámetros climáticos promedio de Leamington Spa | Parámetros climáticos promedio de Leamington Spa | Parámetros climáticos promedio de Leamington Spa | Parámetros climáticos promedio de Leamington Spa | Parámetros climáticos promedio de Leamington Spa | Parámetros climáticos promedio de Leamington Spa | Parámetros climáticos promedio de Leamington Spa | Parámetros climáticos promedio de Leamington Spa | Parámetros climáticos promedio de Leamington Spa | Parámetros climáticos promedio de Leamington Spa | Parámetros climáticos promedio de Leamington Spa | Parámetros climáticos promedio de Leamington Spa | Parámetros climáticos promedio de Leamington Spa | Parámetros climáticos promedio de Leamington Spa |
| Mes                                              | Ene.                                             | Feb.                                             | Mar.                                             | Abr.                                             | May.                                             | Jun.                                             | Jul.                                             | Ago.                                             | Sep.                                             | Oct.                                             | Nov.                                             | Dic.                                             | Anual                                            |
| ------------------------------------------------ | ------------------------------------------------ | ------------------------------------------------ | ------------------------------------------------ | ------------------------------------------------ | ------------------------------------------------ | ------------------------------------------------ | ------------------------------------------------ | ------------------------------------------------ | ------------------------------------------------ | ------------------------------------------------ | ------------------------------------------------ | ------------------------------------------------ | ------------------------------------------------ |
| Temp. máx. media (°C)                            | 6                                                | 6.2                                              | 8.9                                              | 11.9                                             | 15.3                                             | 18.8                                             | 20.6                                             | 20.1                                             | 17.6                                             | 13.8                                             | 9.2                                              | 7.1                                              | 12.9                                             |
| Temp. mín. media (°C)                            | 0.3                                              | 0.1                                              | 1.5                                              | 3.3                                              | 6                                                | 9.2                                              | 11.1                                             | 10.8                                             | 8.8                                              | 6.2                                              | 2.9                                              | 1.3                                              | 5.1                                              |
| Precipitación total (mm)                         | 53.3                                             | 48.3                                             | 50.8                                             | 48.3                                             | 55.9                                             | 55.9                                             | 45.7                                             | 66                                               | 53.3                                             | 53.3                                             | 58.4                                             | 66                                               | 657.9                                            |
| Fuente:                                          |                                                  |                                                  |                                                  |                                                  |                                                  |                                                  |                                                  |                                                  |                                                  |                                                  |                                                  |                                                  |                                                  |

## Transporte

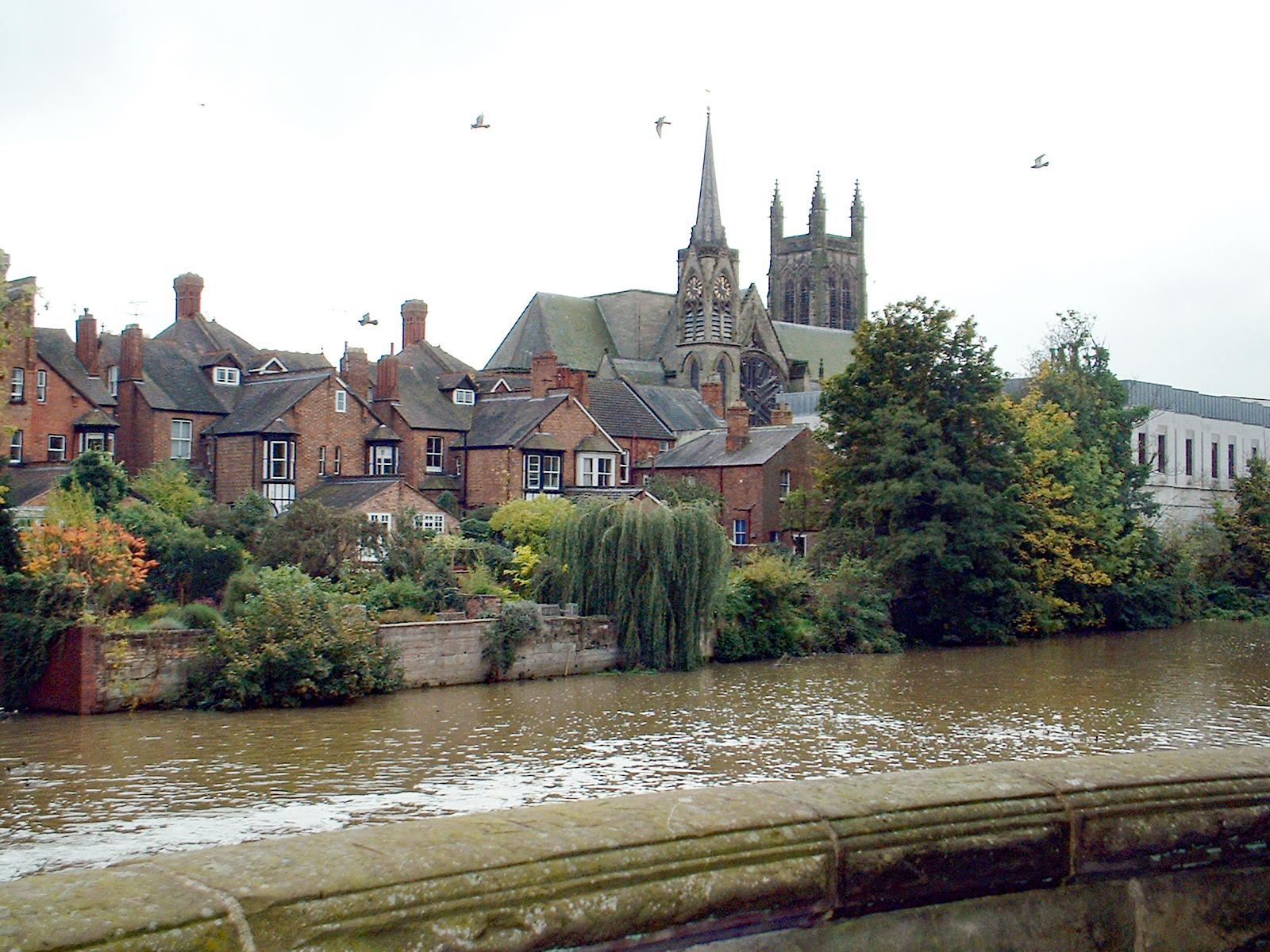
Vista a través del río Leam de la iglesia de Todos los Santos desde los Jephson Gardens

- Carreteras: desde el centro de Leamington se halla a 3 mi (5 kilómetros) la Autopista M40, que lo conecta con Birmingham y Londres. También tiene acceso a la carretera A46, que lo enlaza con Coventry y con Stratford-upon-Avon
- Trenes: la Estación de Leamington pertenece a la Chiltern Main Line, que enlaza Marylebone-Londres con Birmingham Snow Hill y a mayor distancia con Kidderminster. Los servicios de tren rápido en esta ruta son operados por la compañía Chiltern Railways. Los ferrocarriles Chiltern también disponen de trenes a través de Warwick hasta Stratford-upon-Avon. West Midlands Trains opera servicios locales a Birmingham y a Worcester Shrub Hill. Una línea que conecta Leamington Spa con Coventry utilizada por CrossCountry proporciona conexiónes con Banbury, Oxford, Reading y Bournemouth al sur, y con Coventry, Birmingham (New Street), Mánchester, Newcastle y Edimburgo al norte.
- Autobuses: los servicios regulares de autobús a Kenilworth, la Universidad de Warwick y Coventry son operados por Stagecoach in Warwickshire y National Express Coventry. Los servicios a Warwick, Banbury, Stratford-upon-Avon y Rugby son operados por Stagecoach en Warwickshire y por otras compañías independientes. También hay autocares disponibles con distintos destinos nacionales e internacionales.
- Aeropuertos: el aeropuerto internacional más cercano de Leamington es el Aeropuerto Internacional de Birmingham-West Midlands. Un aeropuerto de aviación general y un antiguo centro de vuelos chárter, es el cercano Coventry Airport, desde el que desde 2011 no hay servicios de pasajeros programados en funcionamiento.
- Vías navegables: El Grand Union Canal se utiliza para la navegación de recreo. Cruza el río Avon entre Leamington y Warwick, y luego se aleja de la ciudad hacia el sur, paralelo al río Leam hacia el norte. Los ríos no se utilizan para el transporte, aunque hay propuestas para hacerlos navegables.
- Carriles bici: existen vías para bicicletas nacionales y locales dentro y alrededor de Leamington.
- Tranvías: Entre 1881 y 1930 la Leamington & Warwick Tramways & Omnibus Company operaba entre las dos ciudades.

## Personalidades
Leamington es la villa natal de:
- Ernest Belfort Bax, escritor, periodista y pensador de la segunda mitad del siglo XIX y principios del siglo XX
- Aleister Crowley - ocultista y alquimista de finales del siglo XIX y de la primera mitad del siglo XX
- Robert Simpson, músico y compositor del siglo XX
- Joanna Hausmann, comediante, escritora y actriz venezolano-estadounidense

## Ciudades hermanadas
Leamington está hermanada con:
- Sceaux, Francia (desde 1969)
- Brühl, Alemania (desde 1973)
- Heemstede, Países Bajos (desde 1987)
- Gómel, Bielorrusia

Leamington tiene acuerdos de amistad con:
- Leamington, Ontario, Canadá, que lleva el nombre de Royal Leamington Spa
- Bo, Sierra Leona[54]